# 大井ふ頭中央海浜公園

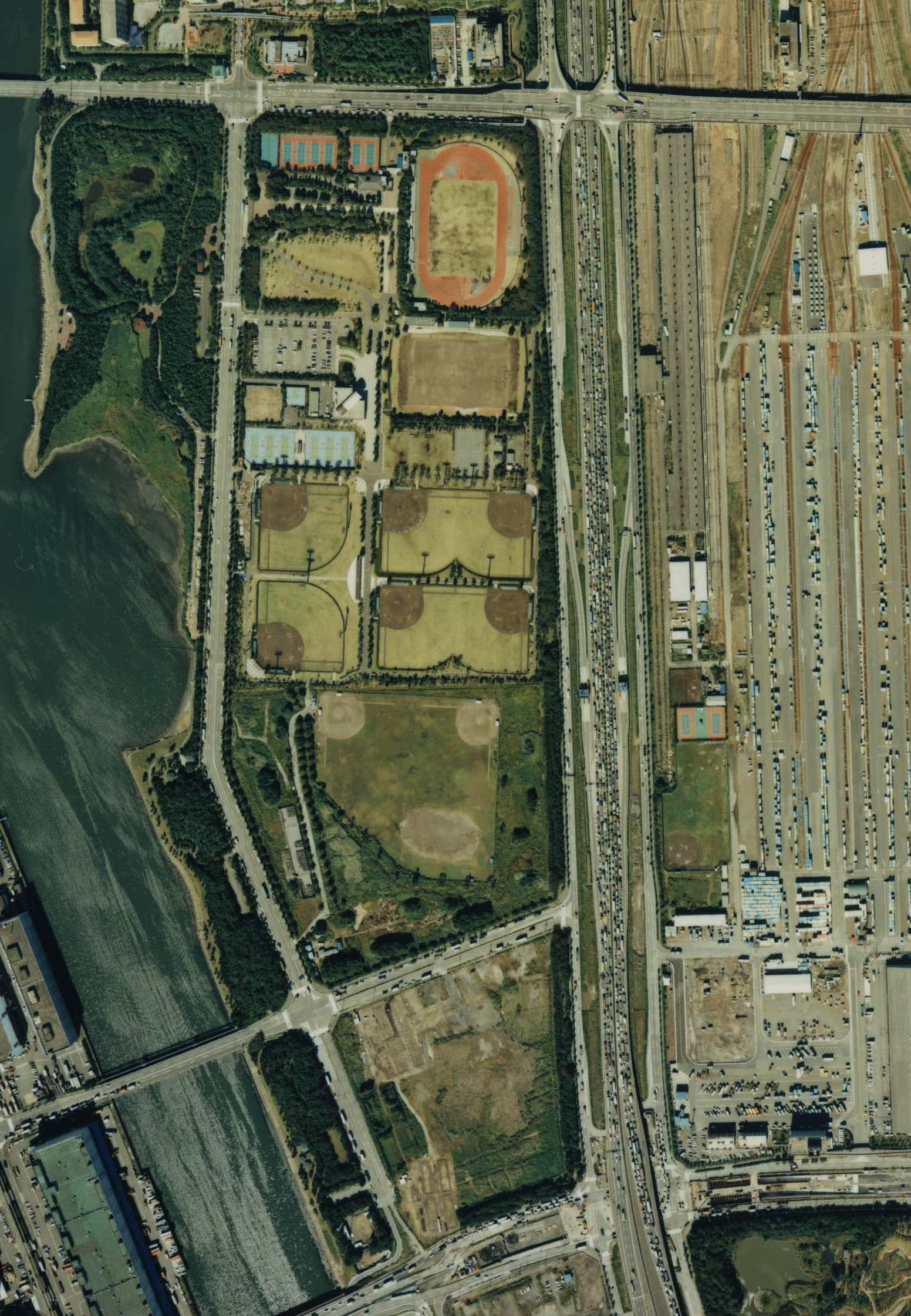
大井ふ頭中央海浜公園付近の航空写真。1989年度撮影。写真やや左寄りの緑地。右隣に見える鉄道群は東京貨物ターミナル駅の一部。

大井ふ頭中央海浜公園（おおいふとうちゅうおうかいひんこうえん）は東京都品川区および大田区に所在する東京都港湾局が管理する海上公園である。

## 概要
大井埠頭そばの京浜運河沿いに広がる広大な公園で、釣り・磯遊び、バーベキュー、野球場、雑木林、芝生の広場など様々な要素が詰まった公園である。近隣の団地（八潮パークタウン）在住者の他、城南地区を中心に多くの人が訪れる。その大きさは東京モノレールの車窓からも確認することができる公園である。単に、中央海浜公園とも呼ばれていることが多い。
2020年東京オリンピック・パラリンピックの会場として、大井ホッケー競技場が新設された。

## 主な施設
スポーツの森
- くすのき広場（芝生中心の広場。遊具もある）
- さくら広場
- 野球場（軟式専用・6面ある）
- 陸上競技場
- テニスコート
- 大井ホッケー競技場
- せせらぎの森
- しおさいドッグラン（犬を引き綱なしで遊ばせることができる。国内公共施設ではかなり早期の設置）

なぎさの森
- 樹林・淡水池保全地区、野鳥観察小屋（各種さまざまな草木が生い茂り、野鳥の観察ができる。）
- 夕やけなぎさ、しおじ磯、みどりが浜、はぜつき磯（京浜運河沿いに広がる。人工干潟や磯がある。磯遊び・干潟遊び・釣りなどが出来るエリア。またバーベキューもできるよう設備もある。）

## 利用案内
- 年中無休。ただし、なぎさの森内の野鳥観察小屋は土休日のみ入場可。

### 交通
鉄道
- 東京モノレール：大井競馬場前駅より徒歩8分

バス
「中央公園」バス停すぐ
- 京浜急行バス
  - 井12
  - 森22

自動車
- 公園利用者用に駐車場あり（有料）
- 料金：入園料無料。一部スポーツ施設の利用は有料。

## 近隣施設
- 大田スタジアム（大田区管轄。3000人収容できる。甲子園などの高校野球の予選会場としても使われる）

## その他
- 1970年代は公園を含む大井ふ頭一帯が暴走族の結集地となっていた。1976年4月17日の例では暴走族約2700人が乗用車700台、オートバイ200台で周辺道路を走り回っていた[3]。